# Via dell'Ariento
Via dell'Ariento si trova a Firenze, all'estremità nord di piazza San Lorenzo, fino a via Nazionale. Anticamente chiamata via dell'Assunta, questa via è esistente fino dal XIV secolo ed è così chiamata a causa delle botteghe di argentieri che vi si trovavano.
Qui ebbero casa e laboratorio i Bigordi, che più tardi presero il nome di Del Ghirlandaio, nome dovuto alle corone d'argento che fabbricavano. La loro casa confinava col vicino Gomitolo (o Gomito) dell'Oro, dove c'erano artefici di lavori di questo metallo.
All'incrocio di via dell'Ariento con via Sant'Antonino esisteva anticamente una bottega di vinaio ("cella", come si diceva), appartenente a Ciardo Torrigiani, che ha dato il nome al canto e che fu uno dei più antichi antenati della nobile famiglia fiorentina. Sulla destra di via dell'Ariento c'è il Mercato Centrale (1874). Per la sua costruzione furono abbattuti numerosi edifici popolari che si trovavano su questa strada e venne drasticamente allargata. L'intervento non suscitò però le feroci critiche come in piazza della Repubblica perché per il recupero della zona non vennero abbattute importanti memorie (chiese, torri, edifici storici) come nell'altro caso.
La strada ospita sei giorni alla settimana il Mercato di San Lorenzo. Da un lato il prospetto della via guarda all'esterno della Sacrestia Nuova di Michelangelo dentro San Lorenzo, dall'altro al Tabernacolo delle Fonticine.